# Van der Graaf Generator
Van der Graaf Generator er et engelsk progressivt rockband, som blev dannet i 1967 i Manchester af Peter Hammill og Chris Judge Smith. Det har kun opnået begrænset kommerciel succes i Storbritannien, men blev ret populært i Italien i 1970'erne. Bandet blev gendannet i 2005.
Bandet blev dannet på Manchester University, men flyttede kort tid efter til London. Bandet gennemgik en turbulent periode i dets første år, og gik også kortvarigt i opløsning i 1969. Det opnåede en vis kommerciel succes med albummet The Least We Can Do Is Wave to Each Other (Februar 1970) og efterfølgeren H to He, Who Am the Only One (December 1970), og med en fast kernebesætning bestående af Hammill, organisten Hugh Banton, saxofonisten David Jackson og trommeslageren Guy Evans. Kvartetten fik kort tid efter markant succes i Italien med udgivelsen af albummet Pawn Hearts i 1971.
Efter en række udmattende turneer gik bandet i opløsning i 1972. Det blev gendannet i 1975 og udgav albummet Godbluff, samtidig med at det turnerede intensivt i Italien. Der skete en del udskiftning i bandet, indtil det igen gik i opløsning i 1978, med Hammill og Evans som de eneste gennemgående medlemmer i den mellemliggende periode. Næsten tredive år senere, i 2005, blev bandet samlet igen med Hammill, Evans, Banton og Jackson i besætningen. Jackson forlod gruppen igen året efter, men den tilbageværende trio fortsætter med at turnere og indspille ny musik parallelt med Peter Hammills solokarriere.
Gruppens musik har en tendens til, både lyrisk og musikalsk, at være mørkere end det kendes fra de fleste andre progrock-grupper fra de tidligere 1970ere, eksempelvis det oprindelige Genesis, og guitarsoloer var særligt i de tidligere år undtagelsen snarere end reglen. Derudover er Hammills vidtfavnende vokal et af bandets kendetegn, og han skifter ubesværet mellem baryton og en høj falset.